# هیساایچی ترائوچی
ترائوچی هیساایچی (انگلیسی: Hisaichi Terauchi؛ زاده ۸ اوت ۱۸۷۹ درگذشته ۱۲ ژوئن ۱۹۴۶ وزیر جنگ ژاپن اهل ژاپن بود.
ترائوچی به شدت با جناح راه امپراتور در سیاست‌های نظامی مرتبط بود و مدت کوتاهی در مارس ۱۹۳۶ به عنوان وزیر موقت وزارت جنگ ژاپن در کابینه نخست‌وزیر ژاپن هیروتا کوکی خدمت کرد. سخنان التهابی وی باعث فروپاشی دولت هیروتا در ژانویه ۱۹۳۷ شد، هنگامی که وی در یک دعوای کلامی علیه سخنگوی مجلس، هامادا کونیماتسو را به بدنام کردن ارتش متهم کرد. سخنگوی مجلس هامادا نیز اظهار کرد که به ارتش توهین نکرده و اگر خلاف آن ثابت شود مرتکب هاراکیری می‌شود. از طرف دیگر، هامادا گفت اگر اثبات نادرست بودن اتهام ترائوچی مشخص شود، ترائوچی خود باید مرتکب سپوکو شود. این درگیری کلامی بیش از پیش درگیری بین ارتش و احزاب سیاسی غیرنظامی را در دایت ملی ژاپن تشدید کرد.